# Igorot
Igorot est le nom collectif de plusieurs peuples austronésiens des Philippines originaires de la Région administrative de la Cordillère de l'île de Luçon. Ils habitent les six provinces de la région, Abra, Apayao, Benguet, Ifugao, Kalinga et Mountain Province, ainsi que dans la ville de Baguio.

## Étymologie
Le nom « Igorot » est un exonyme, dérivé d'un mot tagalog archaïque désignant les « gens de la montagne » (formé du préfixe i-, « habitant » et golot, « chaîne de montagnes »). Durant la colonisation espagnole, le terme était transcrit Igolot, Ygolot ou Igorrote, en accord avec l'orthographe espagnole.
Les endonymes Ifugao et Ipugao (signifiant aussi « gens de la montagne ») sont plus souvent utilisés par les Igorots eux-mêmes, Igorot étant considéré par certains comme légèrement péjoratif. Pour impressionner les colonisateurs, certains auteurs dépeignaient les Philippins modernes, à distinguer des sauvages Igorots.

## Groupes ethniques de la cordillère
Les Igorots peuvent être grossièrement divisés en deux sous-groupes : les plus nombreux vivent dans le sud, dans le centre et dans l'ouest, et pratiquent la riziculture en terrasses ; les autres, moins nombreux, vivent dans l'est et le nord. Avant la colonisation espagnole, les peuples maintenant rassemblés sous le même terme ne se considéraient pas comme appartenant à un groupe ethnique commun.
Ils peuvent être aussi divisés en cinq groupes ethnolinguistiques : les Bontoc, les Ibaloi, les Isneg (ou Apayao), les Kalinga et les Kankanaey.

### Les Bontoc

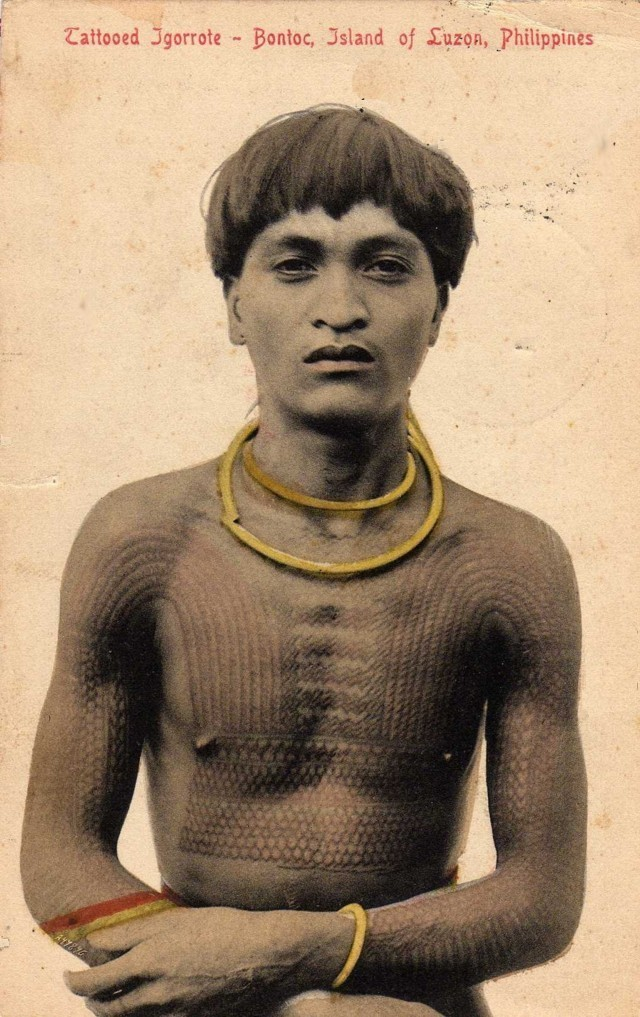
Un guerrier bontoc (vers 1908).

Les Bontoc (ou Bontok) vivent sur les rives de la rivière Chico dans la Mountain Province. Ils parlent le bontoc. Ils pratiquaient jadis la chasse aux têtes et portaient des tatouages spécifiques. Le bontoc distingue trois types de tatouages :
- le chak-lag′, la poitrine tatouée du chasseur de tête ;
- pong′-o, les bras tatoués des hommes et des femmes ;
- fa′-tĕk, tous les autres tatouages des deux sexes.

Les femmes n'étaient tatouées que sur les bras.
Jadis, les Bontoc ne partageaient aucun des passe-temps ni des sports pratiqués dans les autres régions du pays, mais ils dansaient rythmiquement en cercle en rejouant certains aspects de la chasse, toujours accompagnés par le gang′-sa, un gong de bronze (tenu par une corde et souvent une mâchoire inférieure humaine). Il n'y avait ni chant ni parole durant cette danse, mais les femmes y prenaient part, habituellement à l'extérieur du cercle. C'était un événement sérieux mais agréable, particulièrement pour les enfants. Aujourd'hui les Bontoc sont de paisibles agriculteurs qui ont conservé par choix la plus grande part de leur culture traditionnelle, malgré des contacts fréquents avec d'autres groupes.
Le système de croyances pré-chrétiennes des Bontoc est centré sur une hiérarchie d'esprits, le plus élevé d'entre eux étant une déité suprême nommée Lumawig. Lumawig personnifie les forces de la nature et est le créateur légendaire, l'ami et l'éducateur des Bontoc. Une classe de prêtres héréditaires accomplissaient chaque mois diverses cérémonies pour cette déité pour les cultures, le temps et la guérison. Les Bontoc croient aussi aux « anito », des esprits des défunts qui doivent être consultés avant toute décision importante. Les anitos des ancêtres sont invités aux fêtes de famille quand quelqu'un meurt, pour assurer le bien-être de l'âme du mort. On leur offre de petites quantités de nourriture pour leur montrer qu'ils sont invités, et non pas oubliés.
La structure sociale des Bontoc était jadis centrée sur des parties de villages (« ato ») rassemblant de 14 à 50 maisons. Traditionnellement, les jeunes hommes et les jeunes femmes dormaient dans des dortoirs communautaires, mais mangeaient avec leur famille. L'avènement du christianisme a progressivement mis fin à ces coutumes. On peut cependant dire qu'en général les Bontocs sont très attentifs à leur mode de vie propre, et assez peu désireux de changer.

### Les Ibaloi
Les Ibaloi (Ibaloy ou Nabaloi) vivent principalement dans le nord de la province de Benguet. Leur société était traditionnellement agraire et beaucoup sont encore agriculteurs et riziculteurs.
Leur langue, l'ibaloy, appartient à la branche malayo-polynésienne des langues austronésiennes. Il est étroitement apparenté au pangasinan, principalement parlé dans la province de Pangasinan, au sud-ouest de Benguet.
La plus grande fête des Ibaloi est le Pesshet, une fête publique donnée principalement par les personnalités riches et prestigieuses. Le Pesshet peut durer des semaines et impliquer le sacrifice de dizaines d'animaux. Une des danses ibaloi les plus populaires est le Bendiyan, auquel participent des centaines de danseurs des deux sexes.

### Les Isneg

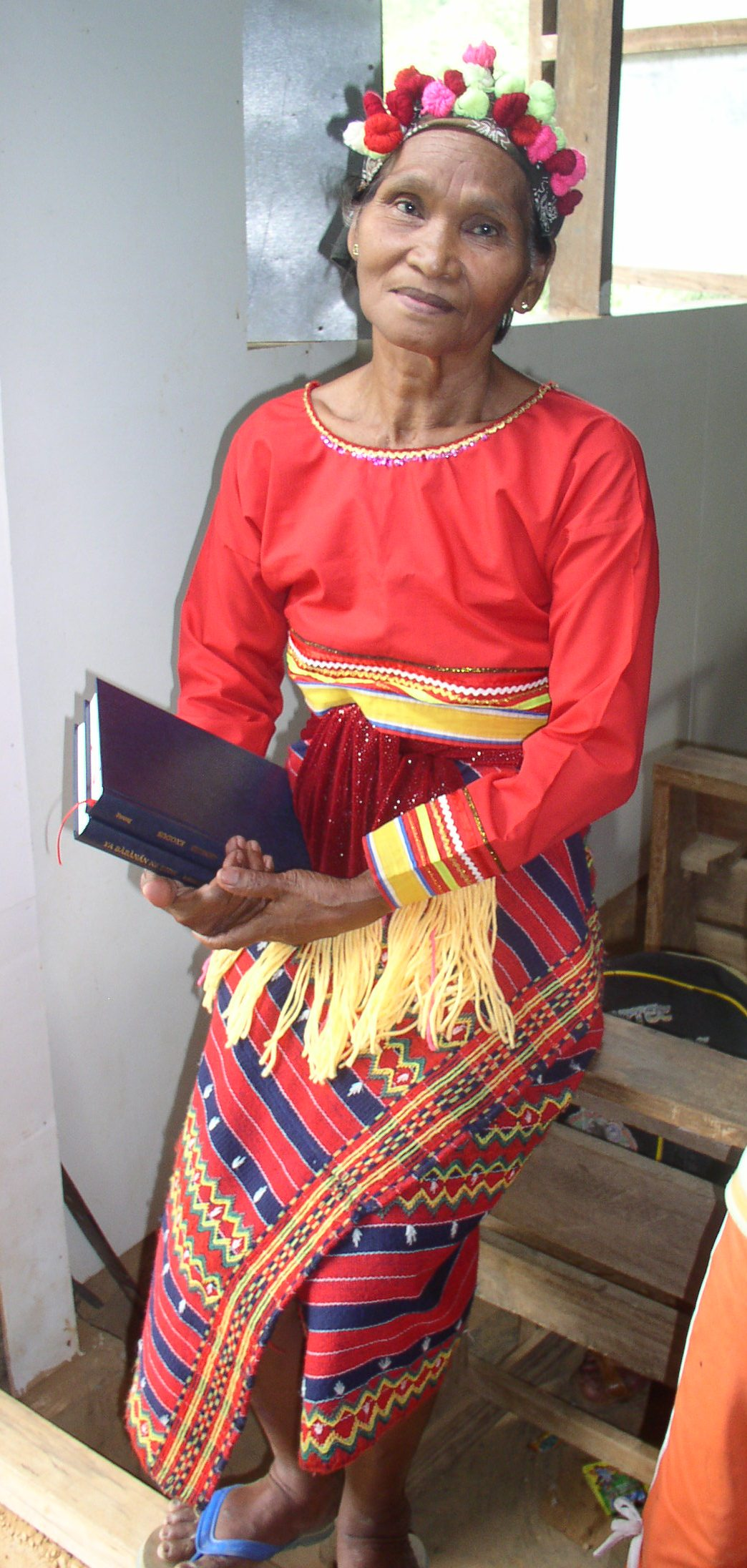
Femme Isneg en costume traditionnel, après une danse (années 2000).

Les Isneg, Isnag ou Apayao, vivent à l'extrémité nord-occidentale du nord de Luçon, dans la moitié nord de la province d'Apayao. Le term « Isneg » dérive d'une combinaison de « is » signifiant « recul » et « uneg », signifiant « intérieur ». Il signifie donc « ceux qui se sont repliés dans l'intérieur ». Les Isneg sont particulièrement nombreux dans les municipalités de Pudtol, Kabugao, Calanasan et Conner (Peralta 1988:1). Deux systèmes hydrographiques, celui de l'Abulog et celui de l'Apayao, traversent la région isneg, qui jusqu'à une date récente était décrit comme une région de « sombres forêts tropicales » et doté d'autres ressources naturelles. Dans un des plus anciens récits à leur sujet, les Isneg sont décrits de stature élancée et gracieuse, avec des manières gentilles, hospitalières et généreuses, doués d'un esprit d'autonomie et de courage, et de tempérament clairement artistique. On pense qu'ils ont pour ancêtres les proto-Austronésiens venus du sud de la Chine il y a des milliers d'années. Plus tard, ils seraient entrés en contact avec des groupes pratiquant l'enterrement dans des jarres, dont ils auraient repris cette coutume. Plus tard, ils sont aussi entrés en contact avec les commerçants chinois qui sillonnaient les mers du sud de l'Asie. À ces chinois, ils achetaient la porcelaine et les perles de verre qui font maintenant partie de leur héritage inestimable. Ils sont chasseurs de têtes depuis qu'on les connait.
Ils pratiquent la riziculture pluviale. Chaque année, le chef de famille défriche une parcelle de forêt tropicale où son épouse plantera et récoltera leur riz. Les femmes isneg font aussi la cuisine, ramassent des plantes sauvages et tressent des nattes et des paniers en bambou, tandis que les hommes coupent les arbres, construisent les maisons et font de grandes expéditions de chasse et de pêche. Lorsqu'un cochon sauvage ou un daim a été tué, sa viande grillée sur des broches en bambou est souvent distribuée aux voisins et aux proches. Presque toutes les familles isneg ont aussi une petite plantation de caféiers, le café étant la principale culture commerciale dans la région.
Les Isneg sont divisés en deux sous-groupes, connus sous le nom de Ymandaya et Imallod. Leurs lieux de résidence sont les municipalités suivantes de la province d'Apayao :
- Ymandaya : Calanasan
- Imallod : Kabugao, Conner, Pudtol et une partie de Luna

Ils parlent l'isneg.

### Les Kalinga

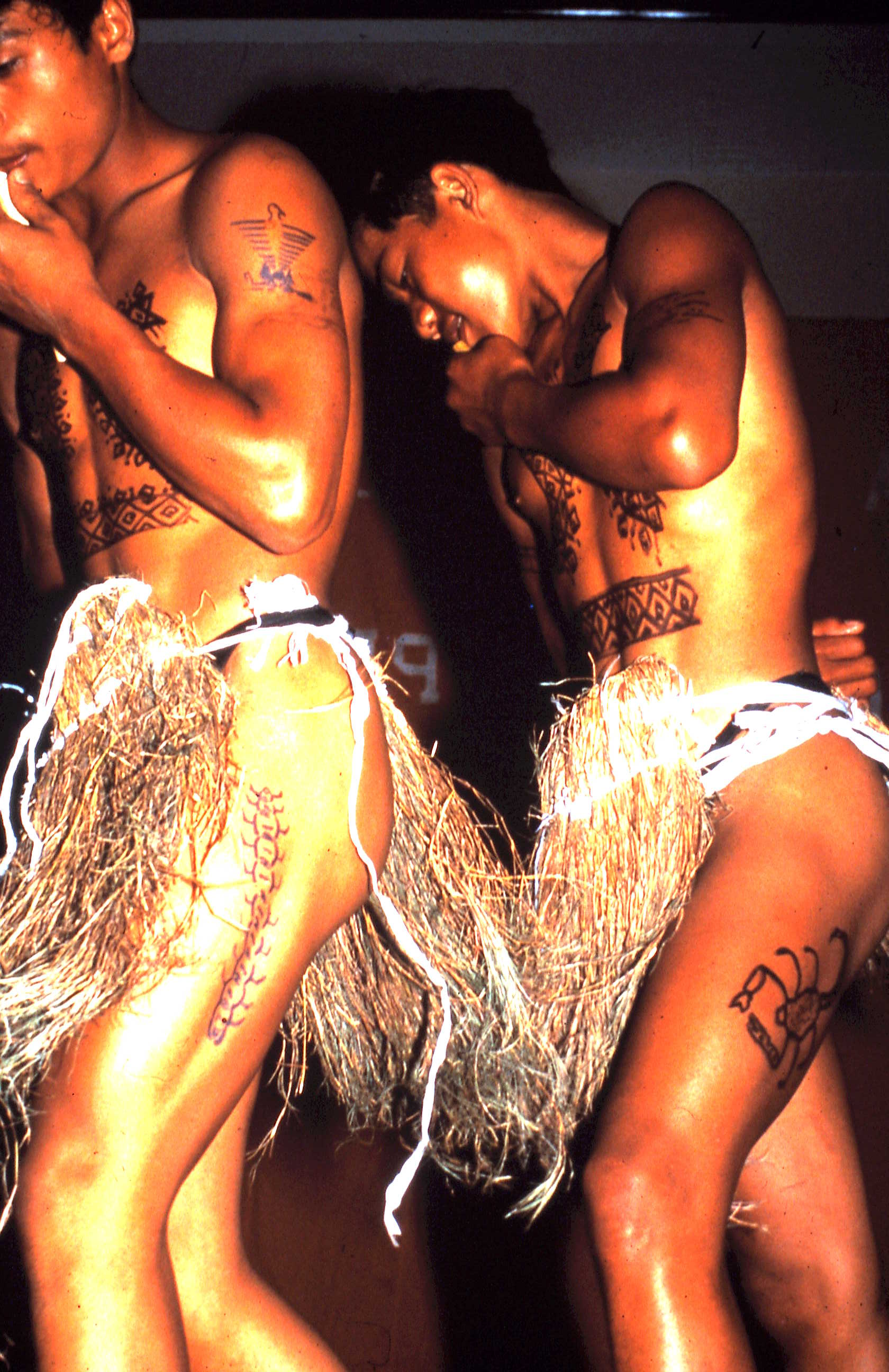
Danseurs traditionnels Kalinga.

Dans les zones de drainage du moyen cours de la rivière Chico, dans la province de Kalinga vivent les Kalingas, connus pour leur forte identité tribale et les traités de paix qu'ils établissent entre eux. Ils parlent le kalinga et le limos (ils sont parfois appelés Limos ou Limos-Liwan Kalinga). Ils pratiquent la riziculture pluviale et d'irrigation. Leurs conseils de paix nommés Bodong leur permettent de minimiser les affrontements traditionnels et la chasse aux têtes, et servent aussi de mécanisme pour l'établissement, l'entretien, le renouvellement et le renforcement des liens de parenté et des liens sociaux. Ces aspects sont d'une grande importance pour eux : les membres de la parenté doivent venger toute blessure faite à un de leurs proches. Les conflits sont habituellement réglés par les chefs de la région, qui écoutent toutes les parties et imposent des amendes à celle qui est jugée coupable. Il ne s'agit pas de jugements formels, mais ils possèdent une grande autorité.
Les Kalinga sont divisés en groupes du sud et du nord, ces derniers portant les ornements les plus riches des peuples du nord des Philippines.

### Les Kankanaey

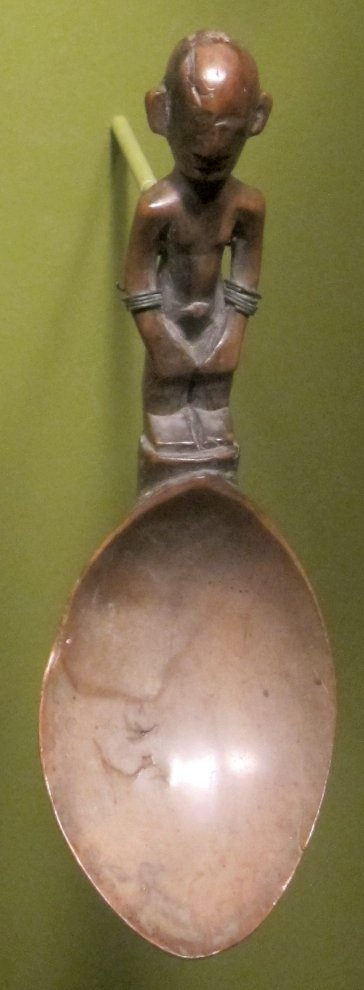
Cuillère ouvragée kankaney.

Le domaine des Kankanaeys recouvre l'ouest de Mountain Province, le nord de Benguet et le sud-est d'Ilocos Sur. Comme la plupart des Igorot, les Kankanaey construisent des terrasses pour profiter au maximum de l'espace cultivable dans les terres accidentées des Cordillères. Ceux des municipalités de Sagada et Besao, dans l'ouest de Mountain Province, se considèrent comme faisant partie d'une tribu nommée Applai ou Aplai. Ils possèdent deux institutions marquantes : le dap-ay, le dortoir et centre civique  es, et l’ebgan, dortoir des filles où les jeunes gens viennent leur faire la cour.
Les Kankanaey diffèrent dans leur façon de se vêtir. Les robes des femmes parlant le kankanaey doux présentent des combinaisons de noir, blanc et rouge. Leur vêtement du haut entrecroise ces couleurs, tandis que la jupe, ou tapis, les combine en bandes. Les robes des femmes parlant le kankanaey dur sont principalement composées de noir et de rouge, avec beaucoup moins de blanc, comme pour leurs jupes (tapis), qui sont le plus souvent appelées bakget et gateng. Les hommes portent un cache-sexe généralement connu sous le nom de wanes pour ceux de Besao et de Sagada. Son aspect peut dépendre du statut social et de la municipalité.
Les principales danses des Kankanaey sont le tayaw, le pattong, le takik (une danse de mariage) et le balangbang. Le tayaw est une danse communautaire habituellement effectuée pour les mariages et parfois aussi dansée par les Ibaloi, mais dans un style différent. Le pattong est aussi une danse communautaire de la Mountain Province, chaque municipalité possédant son propre style. Balangbang est le nom modernisé du pattong. Il existe encore d'autres danses comme le  sakkuting, le pinanyuan (une danse de mariage) et le bogi-bogi (une danse pour faire la cour). Les maisons kankanaey sont construites comme les autres maisons igorot, en fonction du statut de leur occupants.

#### Kankanaey durs et doux
Le nom « Kankanaey » vient de la langue qu'ils parlent. La principale différence entre eux est leur façon de parler, par exemple leur intonation ou l'usage de certains mots. L'intonation permet de distingue ceux qui parlent le kankanaey dur ou Applai et ceux qui parlent le kankanaey doux. La différence d'intonation porte sur certains mots. Les locuteurs de kankanaey dur viennent de Sagada, de Besao et des zones voisines. Les locuteurs de kankanaey doux viennent du nord de Benguet et des municipalités de Sabangan, Tadian et Bauko dans la Mountain Province. En matière de vocabulaire, un Applai désignera un cochon par les mots otik ou beteg, tandis qu'un locuteur de kankanaey doux utilisera les mots busaang ou également beteg. Le kankanaey peut aussi différer par des mots comme egay ou aga, maid ou maga. Les Kankanaey présentent aussi quelques différences de mode de vie et parfois de culture.
Les Kankanaey se distinguent entre eux par le langage et leur région d'origine. Ceux de la Mountain Province peuvent appeler ceux de Benguet Ibenget (habitants de Benguet), et ceux-ci appellent les Kankanaey de Mountain Province Ibontok.

## Classification linguistique des groupes ethniques

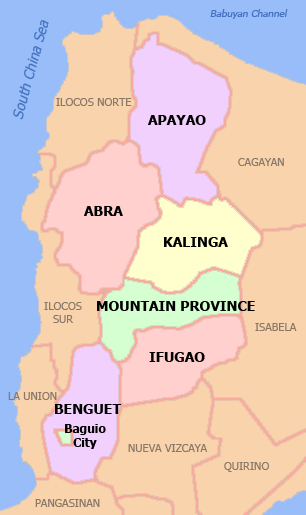
Carte des subdivisions de la Région administrative de la Cordillère.

Ci-dessous se trouve une liste des groupes ethniques du nord de Luçon présentée selon un classement linguistique :
- Langues Luçon du Nord
  - ilocano (Ilocos Norte et Ilocos Sur)
  - Langues cordilléranes du Nord
    - isneg (nord de la province d'Apayao)
    - gaddang (Nueva Vizcaya et Isabela)
    - ibanagic
      - ibanag (Cagayan et Isabela)
      - itawis (sud Cagayan)
      - yogad (Isabela)

  - Langues cordilléranes du Centre
    - kalinga–itneg
      - kalinga (province de Kalinga)
      - itneg (province d'Abra)

    - nucléaires
      - balangao (Mountain Province Est)
      - bontok (Mountain Province Centre)
      - kankanaey (Mountain Province Ouest, nord de Benguet)

  - Langues cordilléranes du sud 
    - ilongot (est de Nueva Vizcaya, ouest de Quirino)
    - pangasinan (Pangasinan)
    - ibaloy (sud de Benguet)

## Événements marquants
En 1904, après la fin de la guerre américano-philippine, des Igorot furent présentés à Saint-Louis (Missouri). Ils construisirent le « village Igorot » de la section philippine de l'Exposition universelle de 1904, qui fut une de ses attractions les plus populaires. Le poète T. S. Eliot, né et élevé à St. Louis, visita le Village. Inspiré par leurs danses, il écrivit la nouvelle The Man Who Was King en 1905.
En 1910-1912, des Bontoc-Igorots furent présentés à Magic City, le plus grand parc d'attractions parisien à cette époque. Une carte postale est tirée de leur attraction Danse des chasseurs de tête.
Lors de la Seconde guerre mondiale, en mars 1945, accompagné de son ami le capitaine Russell W. Volckmann, le lieutenant-colonel Donald Blackburn commande une force de 5 000 soldats et guerilleros, dont des Igorots et des hommes armés de bolos. Ils appuient la 6e armée américaine lors de la prise d'Aparri le 20 juin 1945. Blackburn reçoit la médaille Silver Star après la prise, par ses hommes en août 1945, de Mayoyao, province d'Ifugao, un bastion des forces japonaises du général Kizō Mikami. Le 14 août 1945, ils reçoivent la reddition des généraux Mikami et Marauka.
En décembre 2013, aux Jeux d'Asie du Sud-Est (SEA Games), le porteur du drapeau philippin est le lutteur de lutte gréco-romaine Jason Balabal, vêtu du pagne bahag des Ifugaos. En décembre 2019, aux Jeux d'Asie du Sud-Est, Crisamuel Delfin, fier de ses origines, refuse de porter autre chose que le pagne traditionnel bahag des Igorots, et gagne la médaille d'or en arnis anyo. En juillet 2022, Dr. Andrei Domogo, Igorot de la Mountain Province, et portant le bahag, est le premier docteur PhD, (en mathématiques et sciences informatiques), à l'Université des Philippines Baguio, qui est un modèle (role model) pour la jeunesse et qui rappelle la promotion en 2017 de Norman King, premier de l'ethnie Aeta à être diplômé universitaire de l'Université des Philippines Manila, cum laude, et portant le bahag,,.

## Personnalités des Igorots
- Francisco Claver, premier prêtre issu des Igorots, évêque catholique de Malaybalay, puis vicaire apostolique à Bontoc (Mountain Province) [20]. En 1986, critiquant durement le président Marcos et sa gestion du pays, il met en branle le mouvement People’s power Revolution qui obtient la chute du dictateur [21],[22].
- Frenzel Ray Piluden, fier Igorot[23] et évêque anglican de Santiago (Isabela)[24].

- Victoria Tauli-Corpuz, Rapporteuse spéciale des Nations unies sur les droits des peuples autochtones. Elle soutient le FIDA, Fonds international de développement agricole, dans son engagement auprès des peuples autochtones[25].
- Jason Balabal, lutteur de lutte gréco-romaine, médaille d'or aux Jeux de l'Asie du Sud-Est 2023 (SEA Games 2023)[26].
- Norman King, premier de l'ethnie Aeta à être diplômé universitaire de l'Université des Philippines Manila en 2017[27],[28].
- Andrei Domogo, premier docteur PhD, (en mathématiques et sciences informatiques), à l'Université des Philippines Baguio[29].
- Carrie Faith Banglag Magannon, de Kalinga, première cadette de l'Académie militaire philippine à être diplômée en 2021 du Collège militaire royal du Canada[30],[31].
- En 2023, le Brigadier général de police Rudolph B. Dimas, fier d'être un Igorot de Besao (Mountain Province), devient directeur de la Special Action Force de la Police Nationale Philippine [32],[33].